# Journal of Organizational Change Management
Journal of Organizational Change Management - europejskie czasopismo naukowe z zakresu teorii organizacji i zarządzania, wydawane przez Emerald. Występuje na liście filadelfijskiej. Redaktorem naczelnym jest Sławomir Magala, profesor Erasmus University (Rotterdam). Pismo koncentruje się na zagadnieniach zmiany organizacyjnej i krytycznej teorii zarządzania, ze szczególnym uwzględnieniem specyfiki organizacji europejskich. Wyróżnia je stosunkowo duża otwartość zarówno na metody ilościowe jak i metody jakościowe - publikowane są badania z obu nurtów, a także z różnych paradygmatów.